# Карповский сельсовет (Солонешенский район)
Карповский сельсовет — муниципальное образование со статусом сельского поселения и административно-территориальное образование в Солонешенском районе Алтайского края России. Административный центр — село Карпово.

## Демография
По результатам Всероссийской переписи населения 2010 года, численность населения муниципального образования составила 535 человек, в том числе 277 мужчин и 258 женщин. Оценка Росстата на 1 января 2012 года — 499 человек.

## Населённые пункты
В состав сельского поселения входит 3 населённых пункта:
- село Большая Тихая,
- село Карпово,
- посёлок Комсомольский.